# 悟園
22°14′07.30″N 113°52′14.45″E / 22.2353611°N 113.8706806°E
龍仔悟園，位於香港大嶼山大澳南大嶼郊野公園附近的「龍仔」，毗鄰鳳凰徑的第五段，座落於大澳及大澳道的南方、羗山西南的一處山腰上。
龍仔悟園設施，池塘、荷花水榭、九曲橋，亭台樓閣、鯉魚塘、茶花花圃、園林、動物園（飼養孔雀、梅花鹿及白鶴等），是江南建築風格庭園設計的建築。

## 歷史
龍仔悟園原本是已故中國紡織業名人偉倫紗廠董事長吳昆生的私人別墅。 偉倫紗廠乃申新第一紡織廠集團之一員，由榮宗敬、榮德生兄弟於1915年創辦，而吳昆生是開廠功臣。 在1931年，申新第一是中國最大的紗廠。 龍仔悟園建築於1962年，斥資200萬港元，由吳昆生自資聘請大澳村民運材料上山建成。 吳昆生本人篤信佛教，法號「悟達」，所以此靜修地名為「龍仔悟園」。 吳昆生育有3子6女，多已經移民美國。 龍仔悟園現在少有維修，九曲橋破落，為保訪客安全平日悟園大門上鎖。 數年前曾應遊人的需求，周六日有一位園丁（當地人）駐場，免費供遊人入內參觀，並有汽水售賣以供行山人士補給。現再全封（2012年2月），不准進入，多令不知者望門興嘆！

## 交通
港鐵東涌站，轉乘11號巴士，羗山龍門站下車（鄰近觀音寺牌坊），羗山引水道往萬丈布方向登山，步行一小時之後可達。

## 重修
最近，荒涼的悟園重現生氣，破落的主樓重新粉飾；世道循環，闊別數十年後，吳昆生後人重新發現爺爺的瑰寶，正重修大宅。

## 外部參考
- 星島日報 2008年1月18日 第E8版 《今日館：悟園仙境，淪為雞肋》
- 龍仔悟園 相片集1
- 龍仔悟園 相片集2 （页面存档备份，存于）
- 龍仔悟園 相片集3 （页面存档备份，存于）
- 龍仔悟園 相片集4 （页面存档备份，存于）
- 龍仔悟園 相片集5 （页面存档备份，存于）

1. http://aukalun.blogspot.hk/2016/02/blog-post_5.html （页面存档备份，存于）